# Lena (Vorname)
Lena ist ein weiblicher Vorname.

## Herkunft und Bedeutung
Beim Namen Lena handelt es sich um eine Kurzform verschiedener Namen, die mit -lena enden.

## Verbreitung
Der Name Lena erfreut sich international großer Beliebtheit.
In den Vereinigten Staaten zählte Lena [ˈliː.nə] bereits im ausgehenden 19. Jahrhundert zu den 50 meistgewählten Frauennamen. Nach der Jahrhundertwende sank seine Popularität beständig, sodass er im Jahr 1921 die Top-100 der Vornamenscharts verließ. In den 1950er Jahren geriet der Name außer Mode. Von 1986 bis 2004 verließ der Name die Hitliste der 500 beliebtesten Frauennamen. Seit der Jahrtausendwende gewann der Name erneut an Popularität, wird jedoch nach wie vor selten vergeben. Im Jahr 2022 stand er auf Rang 251 der Hitliste.
Lena gewann in England und Wales seit der Jahrtausendwende an Beliebtheit. Im Jahr 2010 trat er in die Hitliste der 200 meistgewählten Mädchennamen ein. Mit Rang 128 erreichte er die höchste Platzierung im Jahr 2013. Im Jahr 2021 verließ der Name die Top-200 der Vornamenscharts und platzierte sich auf Rang 218. In Schottland erreichte der Name in den Jahren 2014 und 2018 sogar die Top-100 der Vornamenscharts.
In Polen hat sich der Name Lena [ˈlɛ̃.na] unter den 100 beliebtesten Frauennamen etabliert. Von 2009 bis 2020 zählte er zur Top-10 der Vornamenscharts, in den Jahren 2013 und 2014 stand er an der Spitze der Hitliste. Zuletzt stand er auf Rang 11 der Histliste (Stand 2023). Von 2014 bis 2019 zählte Lena auch in Bosnien und Herzegowina zu den 100 meistgewählten Mädchennamen. Im Jahr 2022 erreichte er diese Hitliste erneut. In Kroatien hat sich der Name in der Top-40 der Vornamenscharts etabliert. Zuletzt stand er auf Rang 32 der Hitliste (Stand 2022). In Slowenien erreichte der Name wiederholt die Top-100 der Vornamenscharts. Im Jahr 2022 belegte er Rang 70 der Hitliste.
In Frankreich zählte Lena lediglich von 2010 bis 2016 zur Top-100 der Vornamenscharts, während die Variante Léna diese Hitliste bereits 1997 erreichte und mittlerweile zu den Topnamen des Landes zählt. In Belgien zählt Lena seit 2001 zu den 100 beliebtesten Mädchennamen. Zwischen 2012 und 2015 erreichte der Name die Top-20. Im Jahr 2022 belegte Lena Rang 30 der Hitliste. Lena zählt in den Niederlanden seit 2011 zu den 100 beliebtesten Mädchennamen. Wiederholt erreichte er dabei die Top-50 der Hitliste. Zuletzt belegte er Rang 56 der Hitliste (Stand 2023).
In Norwegen stieg Lena im Jahr 1960 in die Top-100 der Vornamenscharts ein. Belegte er im Jahr 1967 noch Rang 87 der Hitliste, erreichte der Name zwei Jahre später bereits Rang 18. Seitdem sank seine Popularität, gewann jedoch immer wieder leicht an Beliebtheit. Nachdem er die Top-100 im Jahr 2000 verlassen hatte, trat er 2011 wieder in die Hitliste ein. Im Jahr 2014 belegte der Name Rang 71, nur um die Hitliste im darauffolgenden Jahr wieder zu verlassen.
In Österreich hat sich Lena unter den 50 beliebtesten Vornamen etabliert, seit der Name die Hitliste im Jahr 1994 erreichte. Seit 2009 zählt er zur Top-10 der Vornamenscharts (Stand 2022). In den Jahren 2006 und 2007 stand er an der Spitze der Hitliste.
Der Name Lena [ˈleː.na] kam in Deutschland bereits zu Beginn des 20. Jahrhunderts vor, wirklich geläufig ist er jedoch erst seit den 1970er Jahren. Seit Ende der 1970er Jahre zählt Lena zur Top-100 der Vornamenscharts. Von 1994 bis 2015 zählte Lena zu den 10 beliebtesten Mädchennamen des Landes. Als höchste Platzierung erreichte er dabei mehrfach Rang 3. Bis heute ist der Name beliebt. Im Jahr 2023 belegte er Rang 28 der Hitliste. Besonders beliebt ist der Name in Bayern.

## Varianten
- Armenisch: Լենա Lena
- Dänisch: Lene
- Deutsch: Lene, Leni
- Estnisch: Leena
- Finnisch: Leena
- Französisch: Léna
- Georgisch: ლენა Lena
- Griechisch: Λένα Léna
- Russisch: Лена Lena
- Slowakisch
  - Diminutiv: Lenka
- Sorbisch: Lejna
  - Diminutiv: Leńka
- Tschechisch
  - Diminutiv: Lenka
- Ukrainisch: Лена Lena
- Ungarisch: Léna

Für weitere Varianten: siehe Helene#Varianten und Magdalena#Varianten

## Namensträger

### A
- Lena Adelsohn Liljeroth (* 1955), schwedische Politikerin der Moderata samlingspartiet
- Lena Amende (* 1982), deutsche Schauspielerin
- Lena Amsel (1898–1929), Tänzerin und Schauspielerin
- Lena Andersch (* 1991), deutsche Hockeyspielerin
- Lena Anderson (* 1939), schwedische Kinderbuchillustratorin
- Lena Anderssen (* 1974), färöisch-kanadische Singer-Songwriterin
- Lena Andersson (* 1952), schwedische Tischtennisspielerin und -trainerin
- Lena Andersson (* 1970), schwedische Schriftstellerin und Journalistin
- Lena Ansmann (* 1985), deutsche Gesundheitswissenschaftlerin
- Lena Arnaud (* 1996), französische Biathletin
- Lena Arnoldt (* 1982), deutsche Politikerin (CDU), MdL
- Lena Ashwell (1869–1957), britische Schauspielerin, Theatermanagerin und -Regisseurin
- Lena Axelsson (* 1962), schwedische Badmintonspielerin

### B
- Lena Baader (* 1980), deutsche Schauspielerin und Moderatorin
- Lena Baker (1900–1945), US-amerikanische Frau, hingerichtet
- Lena Baumgartner (* 1995), Schweizer Unihockeyspielerin
- Lena Belkina (* 1987), ukrainische Opern-, Konzert- und Liedsängerin (Mezzosopran)
- Lena Sabine Berg (* 1964), deutsche Schauspielerin
- Lena Berlinger (* 1988), deutsche Triathletin
- Lena Beyerling (* 1995), deutsche Schauspielerin und Synchronsprecherin
- Lena-Marie Biertimpel (* 1991), deutsche Schriftstellerin
- Lena Biolcati (* 1962), italienische Sängerin
- Lena Blaudez (* 1958), deutsche Schriftstellerin
- Lena Bloch (* 1971), russische Jazzmusikerin
- Lena Bodewein (* 1974), deutsche Journalistin
- Lena Brasch (* 1993), deutsche Autorin, Journalistin, Theater- und Hörspielregisseurin
- Lena Braun (* 1961), deutsche Künstlerin und Autorin
- Léna Brocard (* 2000), französische Nordische Kombiniererin
- Lena Bröder (* 1989), deutsche Schönheitskönigin
- Lena Burke (* 1978), kubanische Sängerin, Texterin, Komponistin und Schauspielerin

### C
- Lena Carlzon-Lundbäck (* 1954), schwedische Skilangläuferin
- Lena Cassel (* 1994), deutsche Sportjournalistin und Fernsehmoderatorin
- Lena Chamamyan (* 1980), syrisch-armenische Sängerin
- Lena Christ (1881–1920), deutsche Schriftstellerin
- Lena Christensen (* 1978), dänisch-thailändische Schauspielerin, Fernsehmoderatorin und Sängerin
- Lena Constante (1909–2005), rumänische Künstlerin, Autorin und Bühnenbildnerin
- Lena Conzendorf (* 1991), deutsche Schauspielerin und Musicaldarstellerin
- Lena Cornelissen (* 2000), deutsche Aktivistin, Referentin und Autorin im Bereich Ableismus, Barrierefreiheit und Inklusion

### D
- Lena Dąbkowska-Cichocka (* 1973), polnische Politikerin, Mitglied des Sejm
- Lena Dahms (* 2006), deutsche Fußballspielerin
- Lena Degenhardt (* 1999), deutsche Handballspielerin
- Lena Divani (* 1955), griechische Schriftstellerin und Historikerin
- Lena Dobler (* 1990), deutsche Songwriterin
- Lena Dörrie (* 1982), deutsche Schauspielerin und Hörspielsprecherin
- Lena Drieschner (* 1983), deutsche Schauspielerin
- Lena Dunham (* 1986), US-amerikanische Schauspielerin, Filmproduzentin, Filmregisseurin und Drehbuchautorin
- Lena Düpont (* 1986), deutsche Politikerin (CDU)
- Lena Dürr (* 1991), deutsche Skirennläuferin

### E
- Lena Edlund (* 1967), schwedische Wirtschaftswissenschaftlerin und Hochschullehrerin
- Lena Ehlers (* 1980), deutsche Schauspielerin
- Lena Einhorn (* 1954), schwedische Ärztin, Dokumentarfilmerin und Autorin
- Lena Ek (* 1958), schwedische Politikerin, Mitglied des Riksdag, MdEP
- Lena Eliasson (* 1981), schwedische Orientierungsläuferin
- Lena Kristin Ellingsen (* 1980), norwegische Schauspielerin
- Lena Endesfelder (* 1992), deutsche Weinkönigin 2016/2017
- Lena Endre (* 1955), schwedische Schauspielerin
- Lena Erdil (* 1989), deutsch-türkische Windsurferin
- Lena Eriksson (* 1971), Schweizer Künstlerin

### F
- Lena Falkenhagen (* 1973), deutsche Roman- und Spieleautorin, Lektorin und Übersetzerin
- Lena Farugia (1951–2019), US-amerikanische Schauspielerin
- Lena Fehrenbach (* 1989), deutsche Fußballspielerin
- Lena Feiniler (* 1993), deutsche Handballspielerin
- Lena Fischer (1906–1985), deutsche Kommunistin und Widerstandskämpferin gegen den Nationalsozialismus
- Lena Foljanty (* 1979), deutsche Rechtswissenschaftlerin
- Lena Fridén (* 1962), schwedische Squashspielerin
- Lena Frier Kristiansen (* 1983), dänische Badmintonspielerin

### G
- Lena Ganschow (* 1980), deutsche Journalistin und Fernseh-Moderatorin
- Lena Georgescu (* 1999), Schweizer Schachspielerin
- Lena Gercke (* 1988), deutsches Model und Fernsehmoderatorin
- Lena Göbel (* 1983), österreichische Künstlerin
- Lena von Goedeke (* 1983), deutsche Bildhauerin und Konzeptkünstlerin
- Lena Goeßling (* 1986), deutsche Fußballspielerin
- Lena Göldi (* 1979), Schweizer Judoka
- Lena Göllner (* 1995), deutsche Fußballspielerin
- Lena Göppel (* 2001), liechtensteinische Fußballspielerin
- Lena Gorelik (* 1981), deutsche Journalistin und Schriftstellerin
- Lena Grabowski (* 2002), österreichische Schwimmerin
- Léna Grandveau (* 2003), französische Handballspielerin
- Lena Grebak (* 1991), dänische Badmintonspielerin
- Lena Große Scharmann (* 1998), deutsche Volleyballspielerin
- Lena Grundt (* 2004), deutsche Volleyballspielerin
- Lena Gschwendtner (* 1992), deutsche Volleyballspielerin
- Lena Saniye Güngör (* 1993), deutsche Politikerin (Die Linke)
- Lena Gurr (1897–1992), amerikanische Künstlerin

### H
- Lena Hach (* 1982), deutsche Schriftstellerin
- Lena Häcki-Groß (* 1995), Schweizer Biathletin
- Lena Hackmann (* 1984), deutsche Fußballspielerin
- Lena Hades (* 1959), russische Malerin, Schriftstellerin und Fotografin
- Lena Hall (* 1980), US-amerikanische Schauspielerin und Sängerin
- Lena Hallengren (* 1973), schwedische Politikerin (Sozialdemokratische Arbeiterpartei Schwedens), Regierungsmitglied ab 2018
- Lena Haselmann (* 1983), deutsch-norwegische Opern-, Lied- und Konzertsängerin (Mezzosopran)
- Lena Hasselström (* 1972), schwedische Orientierungssportlerin
- Lena Hausherr (* 2001), deutsche Handballspielerin
- Lena Havek (* 1982), deutsche Autorin
- Lena Headey (* 1973), britische Schauspielerin
- Lena Heine (* 1975), deutsche Sprachwissenschaftlerin
- Lena Henke (* 1982), deutsche Bildhauerin, Fotografin und Installationskünstlerin
- Lena Hentschel (* 2001), deutsche Wasserspringerin
- Lena Herrmann (* 1994), deutsche Sportkletterin
- Lena Hesse (* 1981), deutsche Illustratorin und Kinderbuchautorin
- Lena Hirtl (* 1997), österreichische Fußballschiedsrichterin und -schiedsrichterassistentin
- Lena Hjelm-Wallén (* 1943), schwedische Politikerin (Socialdemokraterna), Mitglied des Riksdag
- Lena-Marie Hofmann (* 1991), deutsche Tennisspielerin
- Lena Hohlfeld (* 1980), deutsche Fußballspielerin
- Lena Horne (1917–2010), US-amerikanische Sängerin und Schauspielerin
- Lena Hoschek (* 1981), österreichische Modedesignerin
- Lena Hutter (1911–2003), deutsche Schauspielerin und Theaterleiterin

### I
- Lena Inowlocki (* 1950), deutsche Soziologin und Hochschullehrerin
- Lena Ivančok (* 2001), österreichische Handballspielerin

### J
- Lena Jedwab-Rozenberg (1924–2005), polnisch-französische Schriftstellerin
- Lena Jeger, Baroness Jeger (1915–2007), britische Journalistin und Politikerin (Labour Party), Mitglied des House of Commons
- Lena Jensen Rogn (* 1980), norwegische Skilangläuferin
- Lena Joch (* 1994), deutsche Skeletonsportlerin
- Lena Johannson (* 1967), deutsche Schriftstellerin

### K
- Lena Kalisch (* 1989), deutsch-israelische Schauspielerin
- Léna Kandissounon (* 1998), französische Mittelstreckenläuferin
- Lena Karpunina (1963–2013), russisch-deutsche Ingenieurin und Esperanto-Schriftstellerin
- Lena Keck (* 2000), deutsche Skilangläuferin
- Lena Kemper (* 1984), deutsche Basketballspielerin
- Lena Kesting (* 1994), deutsche Journalistin und Fernsehmoderatorin
- Lena Kidd (1924–2003), britische Jazzmusikerin (Saxophon, Klarinette)
- Lena Kiefer (* 1984), deutsche Autorin
- Lena Kindermann (* 1999), deutsche Volleyballspielerin
- Lena Klaassen (* 1991), deutsche Leichtathletin
- Lena Klassen (* 1971), deutsche Autorin
- Lena Klenke (* 1995), deutsche Schauspielerin
- Lena Klingler (* 2000), deutsche Handballspielerin
- Lena Klöber (* 1993), deutsche Schauspielerin und Synchronsprecherin
- Lena Knauss (* 1984), deutsche Regisseurin und Drehbuchautorin
- Lena Knippelmeyer (* 1990), deutsche Rollstuhlbasketballspielerin
- Lena Kolarska-Bobińska (* 1947), polnische Soziologin und Politikerin, MdEP
- Lena Kotré (* 1987), deutsche Politikerin (AfD)
- Lena Katharina Krause (* 1991), deutsche Kamerafrau
- Lena Kreck (* 1981), deutsche Politikerin, Juristin und Hochschullehrerin
- Lena Kreundl (* 1997), österreichische Schwimmerin
- Lena Krüper (* 1982), deutsche Schauspielerin
- Lena Kugler (* 1974), deutsche Autorin und Wissenschaftlerin
- Lena Kupke (* 1986), deutsche Stand-up-Comedian, Kabarettistin, Moderatorin, Autorin und Schauspielerin

### L
- Lena Ladig (* 1994), deutsche Schauspielerin
- Lena Lattwein (* 2000), deutsche Fußballspielerin
- Lena Lauzemis (* 1983), deutsche Schauspielerin
- Lena Lazzarotto (* 1957), italienisch-deutsche Maskenbildnerin
- Lena Leonhardt (* 1987), deutsche Filmregisseurin und Drehbuchautorin
- Lena Lervik (* 1940), schwedische Bildhauerin
- Lena Lessing (* 1960), deutsche Schauspielerin, Regisseurin und Dozentin für Schauspiel
- Lena Liebkind (* 1985), deutsche Stand-up-Komikerin und Moderatorin
- Lena Liegert (* 2002), deutsche Volleyballspielerin
- Lena Liepe (* 1962), schwedische Kunsthistorikerin und Hochschullehrerin
- Lena Linke (* 2003), deutsche Volleyballspielerin
- Lena Lotzen (* 1993), deutsche Fußballspielerin
- Lena Lückel (* 1995), deutsche Fußballspielerin
- Lena Lutzeier (* 1995), deutsche Tennisspielerin

### M
- Lena Maas (1891–1978), deutsche Malerin und Schriftstellerin
- Lena Maier-Hein (* 1980), deutsche Medizininformatiker und Hochschullehrerin
- Lena Malkus (* 1993), deutsche Weitspringerin
- Lena Mall (* 1993), deutsche Schauspielerin
- Lena Mantler (* 2002), deutsche Webvideoproduzentin und Influencerin
- Lena Martell (* 1940), schottische Sängerin
- Lena Maurer (1904–1990), deutsche Politikerin (SPD), MdL
- Lena Meckel (* 1992), deutsche Schauspielerin
- Lena Meißner (* 1998), deutsche Triathletin
- Léna Mettraux (* 1998), Schweizer Radsportlerin
- Lena Meyer-Bergner (1906–1981), deutsche Textildesignerin
- Lena Meyer-Landrut (* 1991), deutsche Sängerin und Songschreiberin
- Lena Micheel (* 1998), deutsche Hockeyspielerin
- Lena Micko (* 1955), schwedische Politikerin
- Lena Millonig (* 1998), österreichische Hindernisläuferin
- Lena Möllers (* 1990), deutsche Volleyball-Nationalspielerin
- Lena Mosel (* 1987), deutsche Journalistin und Fernsehmoderatorin
- Lena Müller (* 1987), deutsche Ruderin
- Lena Müller (* 1982), deutsche Übersetzerin und Hörspiel-Autorin
- Lena Münchow (* 1981), deutsche Schauspielerin und Sprecherin

### N
- Lena Nasarjan (* 1983), armenische Politikerin, Journalistin u. Vizepräsidentin der Nationalversammlung
- Lena Neudauer (* 1984), deutsche Violinistin
- Lena Neumann (1903–1971), deutsche Filmeditorin
- Lena Niethammer (* 1989), deutsche Journalistin
- Lene Nissen-Lembke, (1943–2025), schwedisch-deutsche Springreiterin, Ausbilderin und Pferdezüchterin
- Lena Nitro (* 1987), deutsche Pornodarstellerin
- Lena Noreses (* 1994), namibische Fußballspielerin und Leichtathletin
- Lena Nuding (* 1993), deutsche Fußballtorhüterin
- Lena Nyman (1944–2011), schwedische Schauspielerin
- Lena Nzume (* 1980), deutsche Politikerin (Bündnis 90/Die Grünen)

### O
- Lena Oberdorf (* 2001), deutsche Fußballspielerin
- Lena Ohnesorge (1898–1987), deutsche Politikerin (GB/BHE, CDU), MdL, Landesministerin in Schleswig-Holstein
- Lena Olin (* 1955), schwedische Schauspielerin
- Lena Ostermeier (* 1996), deutsche Fußballspielerin
- Lena Ottens (* 1997), deutsche Volleyball- und Beachvolleyballspielerin
- Lena Overländer (* 1996), deutsche Volleyball- und Beachvolleyballspielerin

### P
- Lena Papadakis (* 1998), deutsche Tennisspielerin
- Lena Park (* 1978), koreanisch-US-amerikanische R&B- und Soulsängerin
- Lena Partzsch (* 1978), deutsche Politikwissenschaftlerin und Hochschullehrerin
- Lena Pauels (* 1998), deutsche Fußballtorhüterin
- Lena Paul (* 1993), US-amerikanische Pornodarstellerin
- Lena Petermann (* 1994), deutsche Fußballspielerin
- Lena Philipsson (* 1966), schwedische Popsängerin
- Lena Platonos (* 1951), griechische Pianistin und Komponistin
- Lena Plesiutschnig (* 1993), österreichische Volleyball- und Beachvolleyballspielerin
- Lena Pressler (* 2001), österreichische Leichtathletin
- Lena Prinoth (* 2003), italienische Nordische Kombiniererin

### Q
- Léna Quintin (* 1998), französische Skilangläuferin

### R
- Lena Raine (* 1984), US-amerikanische Komponistin und Musikproduzentin
- Lena Raubaum (* 1984), österreichische Autorin
- Lena Rea, irische Badmintonspielerin
- Lena Reichmuth (* 1968), österreichische Schauspielerin
- Lena Reinhold (* 1982), deutsche Schauspielerin
- Lena Charlotte Reißner (* 2000), deutsche Radsportlerin
- Lena Repinc (* 2003), slowenische Biathletin
- Lena Rice (1866–1907), irische Tennisspielerin
- Lena Rohrbach (* 1978), deutsche Skandinavistin
- Lena Rothstein (* 1943), österreichische Sängerin, Schauspielerin, Hörspielsprecherin, Autorin und Puppenkünstlerin
- Lena Rudkowski (* 1986), deutsche Juristin

### S
- Lena Schäfer (* 1992), deutsche Sommerbiathletin
- Lena Schilling (* 2001), österreichische Klimaaktivistin und Autorin
- Lena Schmidtke (* 1991), deutsche Schauspielerin, Synchron- und Hörspielsprecherin
- Lena Schneidewind (* 1995), deutsche Schauspielerin
- Lena Schneller (* 1978), Schweizer Politikerin (FDP)
- Lena Schömann (* 1980), deutsche Filmproduzentin
- Lena Schöneborn (* 1986), deutsche Moderne Fünfkämpferin
- Lena Schramm (* 1979), deutsche Malerin und Objektkünstlerin
- Lena Schrum (* 1991), deutsche Fußballspielerin
- Lena Schulte (* 1994), deutsche Fußballspielerin
- Lena Schuster (* 1995), deutsche Eishockeytorhüterin
- Lena Schwarz (* 1976), deutsche Schauspielerin
- Lena Schwelling (* 1992), deutsche Politikerin (Bündnis 90/Die Grünen)
- Lena Scissorhands (* 1986), moldauische Metal-Sängerin
- Lena Sender (* 1997), deutsche Fußballspielerin
- Lena-Larissa Senge (* 1993), deutsche Jazzmusikerin (Gesang, Komposition)
- Lena Sommestad (* 1957), schwedische Wirtschaftshistorikerin und Politikerin (SAP), Ministerin, Landshövding für Hallands län
- Lena Sonntag (* 2004), deutsche Leichtathletin in der Disziplin Gehen
- Lena Stahl (* 1979), deutsche Regisseurin und Autorin
- Lena Stein-Schneider (1874–1958), Berliner Komponistin, Lied- und Operettentexterin, Pianistin
- Lena Steinbach (* 1992), deutsche Fußballspielerin
- Lena Stigrot (* 1994), deutsche Volleyballspielerin
- Lena Stoehrfaktor (* 1984), deutsche Rapperin
- Lena Stolze (* 1956), österreichische Schauspielerin
- Lena Strothmann (* 1952), deutsche Politikerin (CDU)
- Lena Stumpf (1924–2012), deutsche Leichtathletin
- Lena Swanberg (* 1982), schwedische Jazzsängerin und Singer-Songwriterin

### T
- Lena Teschlade (* 1988), deutsche Politikerin (SPD), MdL NRW
- Lena Triendl (* 2000), österreichische Fußballspielerin

### U
- Lena Uebach (* 2000), deutsche Fußballspielerin
- Lena Urbaniak (* 1992), deutsche Leichtathletin
- Lena Urzendowsky (* 2000), deutsche Schauspielerin

### V
- Lena Valaitis (* 1943), deutsche Schlagersängerin
- Lena Vandrey (1941–2018), französische Malerin, Bildhauerin und Autorin
- Lena Vedder (* 1995), deutsche Volleyballspielerin
- Lena Verheyen (* 1991), deutsche Volleyballspielerin
- Lena Videkull (* 1962), schwedische Fußballspielerin und -trainerin
- Lena Vogt (* 1986), deutsche Schauspielerin und Synchronsprecherin

### W
- Lena Wagner (* 1986), deutsche Fußballspielerin
- Lena Waithe (* 1984), amerikanische Drehbuchautorin, Schauspielerin und Filmproduzentin
- Lena Wechner (* 2000), österreichische Skirennläuferin
- Lena Weifen-Rohde (* 1989), deutsche Dressurreiterin
- Lena Weiss (* 1995), deutsche Fußballspielerin
- Lena Wermelt (* 1990), deutsche Fußballspielerin
- Lena Werner (* 1994), deutsche Politikerin (SPD)
- Lena Wilfert (* 1978), deutsche Biologin und Hochschullehrerin
- Lena Willemark (* 1960), schwedische Folk- und Jazzmusikerin
- Lena Wilson, US-amerikanische Bluessängerin
- Lena Wisborg (* 1965), schwedische Schauspielerin
- Lena Wixell (* 1950), schwedische Kinderdarstellerin
- Lena-Lisa Wüstendörfer (* 1983), Schweizer Dirigentin

### Y
- Lena Yada (* 1978), japanisch-amerikanisches Model, Schauspielerin, Surferin und Wrestlerin

### Z
- Lena Zagst (* 1990), deutsche Politikerin (Bündnis 90/Die Grünen), Mitglied der Hamburgischen Bürgerschaft
- Lena Zavaroni (1963–1999), britische Sängerin
- Lena Zelmel (* 1993), deutsche Handballspielerin
- Lena Zingsheim-Zobel (* 1993), deutsche Politikerin (Bündnis 90/Die Grünen), MdL NRW